# The Charlatans (brytyjski zespół muzyczny)
The Charlatans (w Stanach Zjednoczonych znany jako The Charlatans UK) – brytyjski zespół założony w 1989 roku, związany z drugą falą Britpopu w latach 90. XX w.

## Dyskografia
- Some Friendly (1990)
- Between 10th and 11th (1992)
- Up to Our Hips (1994)
- The Charlatans (1995)
- Tellin' Stories (1997)
- Melting Pot (1998) – zbiór przebojów
- Us and Us Only (1999)
- Wonderland (2001)
- Up at the Lake (2004)
- Simpatico (2006)
- You Cross My Path (2008)
- Who We Touch (2010)
- Some Friendly and greatest hits live (2010) - koncert z Roundhouse, Londyn 31.05.2010
- Modern Nature (2015)